# モバイルサイト
モバイルサイト (英: mobile site, mobile web)とは、スマートフォンやフィーチャーフォン、携帯電話などのインターネット接続が可能な移動体通信端末 (モバイルデバイス)からのために最適化されたウェブサイトのこと。
従来、World Wide Webは、ラップトップおよびデスクトップコンピュータの固定回線サービスを介してアクセスされてきた。ただし、Webは、ポータブルデバイスやワイヤレスデバイスからよりアクセスしやすくなった。 2010年初頭のITU （国際電気通信連合）のレポートによると、現在の成長率では、外出中の人々によるWebアクセスが – ラップトップおよびスマートモバイルデバイス経由 – 今後5年以内に、デスクトップコンピュータからのWebアクセスを超える可能性がある  。 2014年1月、米国ではモバイルインターネットの使用がデスクトップの使用を上回った。 モバイルWebアクセスへの移行は、2007年以降、大型のマルチタッチスマートフォンの台頭により加速し、2010年以降、マルチタッチタブレットコンピューターの台頭により加速している。どちらのプラットフォームも、前世代のモバイルデバイスよりも優れたインターネットアクセス、画面、モバイルブラウザー、またはアプリケーションベースのユーザーWebエクスペリエンスを提供する。 Webデザイナーは、そのようなページで個別に作業することも、モバイルウィキペディアのようにページを自動的に変換することもできる。たとえば、ウィキペディア日本語版の場合、「https://ja.m.wikipedia.org/」のようにホスト名に「m」を追加したものがモバイルサイトのURLとなる。モバイル端末によるアクセスがあった場合、ユーザーエージェントにより判定されてモバイルサイトが表示される仕組みを取っている。より高速で、より小さく、機能が豊富なデバイス、および多数のアプリケーションが、モバイルインターネットトラフィックの爆発的な成長を推進し続けている。シスコシステムズが作成した2017Virtual Network Index (VNI) レポートでは、2021年までに55億人のグローバルモバイルユーザーがいると予測する（2016年の49億人から増加）。 さらに、同じ2017 VNIレポートでは、トラフィックの大部分（78％）をビデオが占める場合、同じ期間に平均アクセス速度が6.8 Mbit / sから20Mbit / sに約3倍になると予測する。
モバイルブラウザがモバイルデバイスのハードウェア（加速度計やGPSチップを含む）に直接アクセスできるようになり、ブラウザベースのアプリケーションの速度と機能が向上しているため、モバイルWebアプリケーションとネイティブアプリケーションの区別はますます曖昧になると予想される。永続的なストレージと高度なユーザーインターフェイスのグラフィックス機能へのアクセスにより、プラットフォーム固有のネイティブアプリケーションの開発の必要性がさらに減少する可能性がある。
モバイルWebはWeb3.0とも呼ばれ、 Web 2.0ウェブサイトの急増に伴ってユーザーが経験した変化と類似している。 

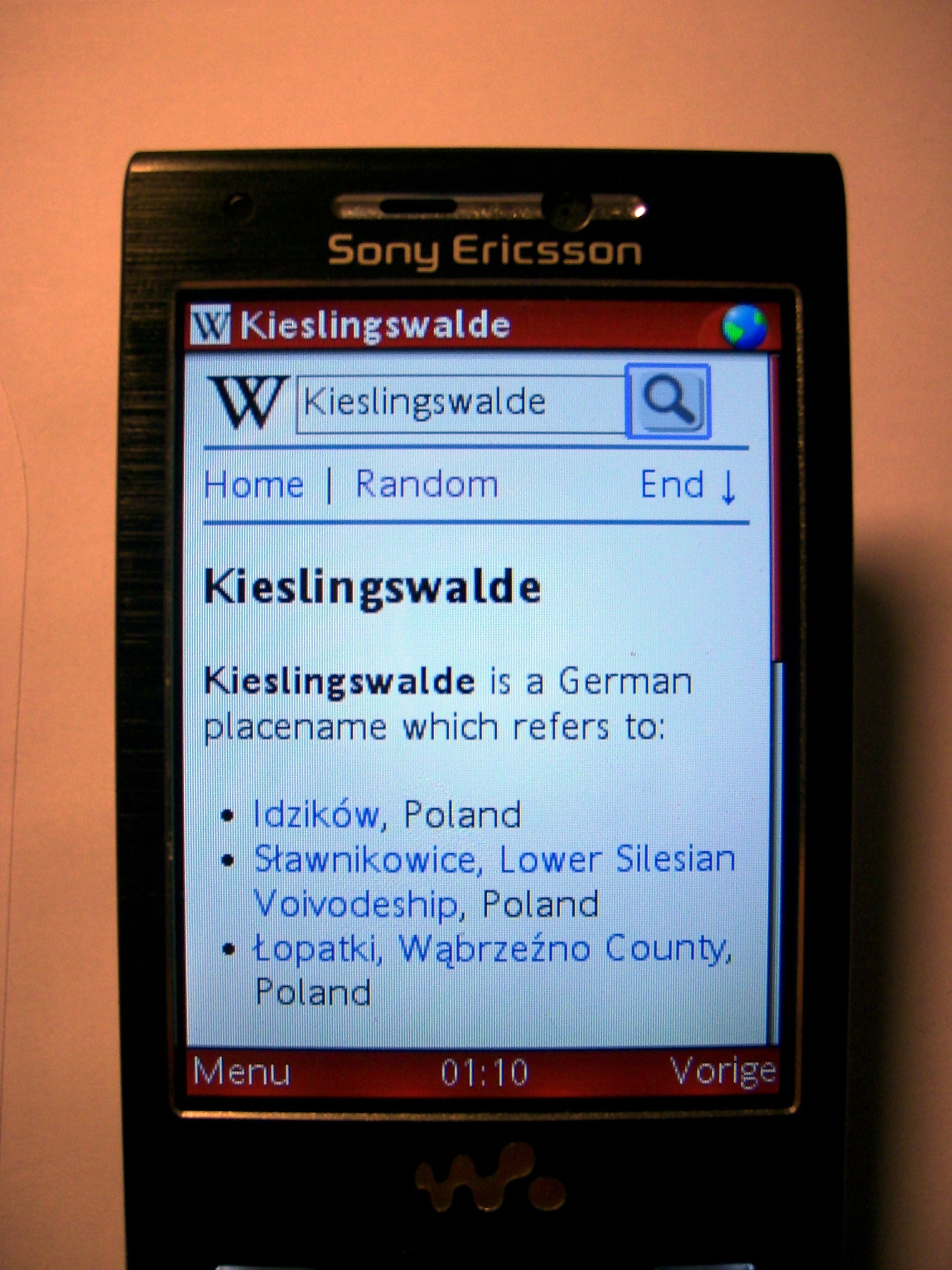
小さな画面の携帯電話上のOpera Miniモバイルウェブブラウザで表示したウィキペディア。

モバイルウェブは、シリコンバレーの会社であるUnwired Planetによって最初に普及した。  1997年、Unwired Planet、Nokia、Ericsson、およびMotorolaは、帯域幅ネットワークと小型ディスプレイデバイスへの移行を容易にするための標準を作成および調和させるためにWAPフォーラムを開始した。 WAP標準は、モバイルWebの初期の成長を促進した、3層のミドルウェアアーキテクチャに基づいて構築された。
これはAppleのiOSおよびGoogleのAndroidソフトウェアに基づく、より高速なネットワーク、より大きなディスプレイ、および高度なスマートフォンとは実質的に無関係である。

## モバイルアクセス
「モバイルインターネット」とは、携帯電話サービスプロバイダーを介したインターネットへのアクセスを指す。これは、サービスエリアを移動しているときに別の電波塔にハンドオフできるワイヤレスアクセスである。 1つのタワーに接続されたままの不動のデバイスを指す場合があるが、これはここでの「モバイル」の意味ではない。 Wi-Fiやその他のより良い方法は、移動していないユーザーにも一般的に利用できる。セルラー基地局は、電話システムを介してではなく、インターネットサービスプロバイダーに直接接続するワイヤレス基地局よりも提供するのに費用がかかる。
セルラー基地を経由せずにデータや音声サービスに接続するスマートフォンなどの携帯電話は、モバイルインターネット上にはありません。市内をバスで移動しているブロードバンドモデムとセルラーサービスプロバイダーサブスクリプションを備えたラップトップは、モバイルインターネット上にある。
モバイルブロードバンドモデムは、スマートフォンを1つ以上のコンピューターまたは他のエンドユーザーデバイスにテザリングでつなぎ、携帯電話サービスプロバイダーが提供するプロトコルを介してインターネットへのアクセスを提供する。
BuzzCityによると、モバイルインターネットは2011年第1四半期から第2四半期にかけて30％増加した。 4分の1で合計10億以上の広告インプレッション（？）を持っている4つの国は、インド、インドネシア、ベトナム、および米国だった 。 2012年7月の時点で、すべてのWebトラフィックの約10.5％がモバイルデバイスを介して発生している（2010年12月の4％から増加）。 
今日のモバイルWebアクセスは、依然として相互運用性と使いやすさの問題に悩まされている。相互運用性の問題は、モバイルデバイス、モバイルオペレーティングシステム、およびブラウザのプラットフォームの断片化に起因する。使いやすさの問題は、携帯電話のフォームファクターの物理的なサイズが小さいことに集中している（ディスプレイの解像度とユーザー入力/操作の制限）。これらの欠点にもかかわらず、多くのモバイル開発者はモバイルWebを使用してアプリを作成することを選択する。モバイル開発に関する2011年6月の調査では、モバイルWebがAndroidとiOSに次ぐ3番目に使用されているプラットフォームであることが判明した 。

## モバイル規格
モバイルWebイニシアチブ（MWI）は、モバイルWebに関連するベストプラクティスとテクノロジーを開発するためにW3Cによって設立された。このイニシアチブの目標は、モバイルデバイスからのWebの閲覧の信頼性とアクセス性を高めることである。主な目的は、特定のモバイルデバイスの仕様に合わせて調整されたインターネットプロバイダーからのデータ形式の標準を進化させることである。 W3Cは、モバイルコンテンツのガイドラインを公開しており、デバイスの説明のリポジトリをサポートするテクノロジを確立することで、デバイスの多様性の問題に取り組んでいる。
W3Cは、 mobileOKスキームを通じて、モバイルWebに対するコンテンツの準備状況を評価する検証スキームも開発している。これは、コンテンツ開発者がコンテンツがWeb対応であるかどうかをすばやく判断するのに役立つ。W3CガイドラインとモバイルOKアプローチは、批判の影響を受けなかった。これは適応を強調しこれは、デバイス記述リポジトリと組み合わせると、ユビキタスWebを実現するための重要なプロセスと見なされている。
.mobiのレジストリであるmTLDは、Webサイトのモバイル対応を分析するためのMobiReady Report（ mobiForgeを参照）と呼ばれる無料のテストツールをリリースした。
モバイルWebの他の標準は、教育やトレーニングのためのモバイルWebの使用など、関心のある業界グループによって特定のアプリケーション向けに文書化および調査されている。

## 進化
モバイルWebへの最初のアクセスは、1996年の終わりにフィンランドでSoneraおよびRadiolinjaネットワークを介してNokia 9000 Communicatorで商業的に提供されたが、これは通常のインターネットへのアクセスだった。モバイル専用のブラウザベースのWebサービスの最初の商用開始は、1999年にNTTドコモがiモードを開始したときに日本で行われた。

モバイルWeb標準の進化

モバイルWebは主に、 Extensible Hypertext Markup Language （XHTML）またはWireless Markup Language （WML）で記述された軽量ページを利用して、コンテンツをモバイルデバイスに配信する。多くの新しいモバイルブラウザは、デスクトップWebで一般的に見られるHTMLの変種を含む、より幅広いWeb形式をサポートすることにより、XHTML/WMLの制限を克服している。

### 成長

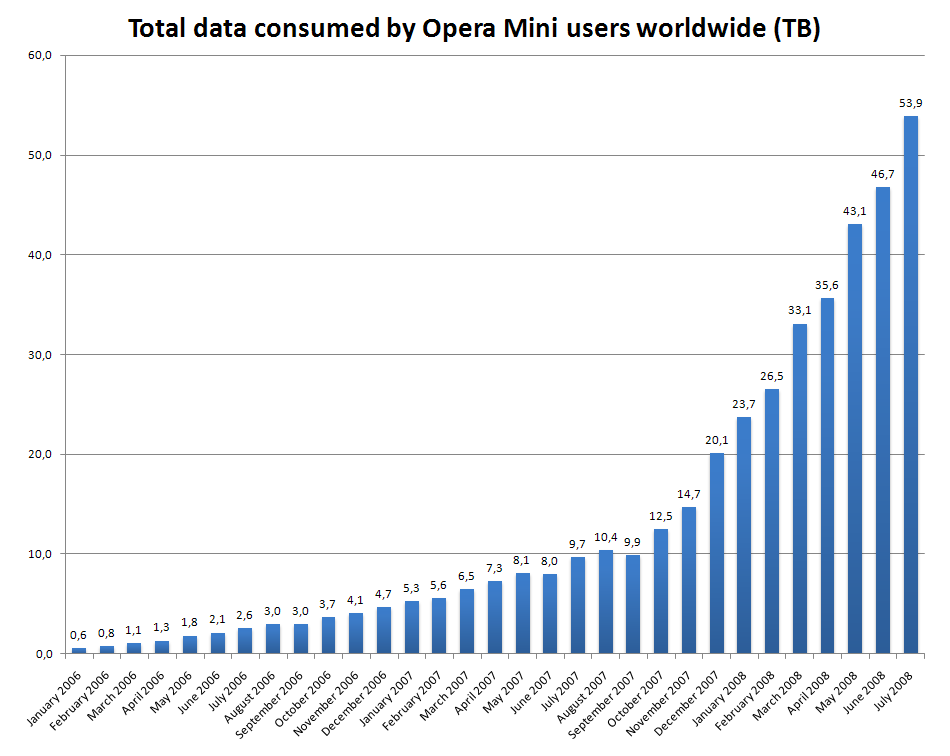
2006年から2008年半ばまでに世界中のOpera Miniユーザーが消費したデータの合計（TB）

かつて、世界の半分は携帯電話を持っていた 。 2007年から2008年の記事は、携帯電話の契約数が世界の人口の半分に達したという当時の実話であったため、少し誤解を招くものだった。実際には、多くの人が複数のサブスクリプションを持っている。たとえば、香港、イタリア、ウクライナでは、携帯電話の普及率が140％を超えている（ソースワイヤレスインテリジェンス2009）。 ITUが加入者数が46億ユーザーに達すると報告したとき、2009年までに携帯電話のユニークユーザー数でさえ地球の半分に達した。これは38億のアクティブ化された携帯電話が使用され、34億のユニークユーザーが携帯電話を使用することを意味する。モバイルインターネットデータ接続は、速度は低下するが、携帯電話接続の増加に追随している。 2009年、Yankee Groupは、世界中のすべての携帯電話ユーザーの29％が自分の携帯電話でブラウザベースのインターネットコンテンツにアクセスしていると報告した。 BBCによると、現在（2010年）世界には50億人を超える携帯電話ユーザーがいる 。 Statistaによると、2014年のスマートフォン所有者は15.7億人、2017年（現在）は23.2億人、2020年には28.7億人と予測されている。
ヨーロッパ、米国、日本の多くのユーザーは、固定回線のインターネットユーザーが携帯電話でもインターネットを始めるケースが多い。一方、インドなど世界の他の地域では、携帯電話で初めてインターネットにアクセスする。パーソナルコンピュータ（PC）がインターネットの最初のユーザーエクスペリエンスではない世界の一部では、成長が最も速い。インド、南アフリカ、インドネシア、サウジアラビアでは、モバイルインターネットの利用が最も急速に伸びている。これは、携帯電話自体の急速な普及によるところが大きい。たとえば、モルガンスタンレーのレポートによると、2006年の携帯電話の普及率が最も高かったのはパキスタンとインドであった。
Web対応のモバイルデバイス（電話など）が広く展開されているため、コンテンツ作成者はそれらを選択の対象にしている。それらの長所と制限を理解し、これらの条件に適合するテクノロジーを使用することは、モバイルフレンドリーなWebコンテンツを成功させるための鍵である。
2009年6月の時点で、中国には1億5500万人のモバイルインターネットユーザーがいる。 中国には多数のモバイルインターネットユーザーがいますが、モバイルeコマースからの収益は2009年に5500万人民元に達すると予想されている 。
半導体メーカーのAMDは、2015年までに世界の50％がインターネットに接続できるようになると予測している。 彼らのイニシアチブの多くは発展途上国への安価なPCの導入を中心としているが、現実には、彼らが予測するインターネット使用量の増加の多くは携帯電話からもたらされる。 Phone Count は、2012年までに、世界中の人々と同じ数の接続された携帯電話が存在すると予測している。

## トップレベルドメイン
.mobiがスポンサーとなっているトップレベルドメインは、Google、Microsoft、Nokia、Samsung、Vodafoneなどの企業のコンソーシアムによってモバイルインターネット専用に立ち上げられた。 .mobiは、サイトにモバイルWeb標準への準拠を強制することにより、訪問者にモバイルデバイスでの一貫性のある最適化されたエクスペリエンスを保証しようとする。ただし、このドメインは、 W3CのTim Berners-Leeを含むいくつかの有名人から批判されており、Webのデバイスの独立性を壊していると主張している 。
いくつかの情報についてURIを引用し、そのURIをまったく異なるコンテキストで検索できると基本的に便利である。たとえば、ラップトップでレストランを検索してブックマークし、携帯電話しか持っていない場合は、ブックマークをチェックしてイブニングメニューを確認することができる。または、私の旅行代理店から、出張の旅程へのポインタが送られてくる場合がある。自分のオフィスから旅程を大画面で表示して地図を見たい場合や、空港でゲート番号だけが必要な場合は携帯電話から表示したい場合がある。
Webをさまざまなデバイス、さまざまなクラスのユーザー、またはさまざまなクラスの情報に宛てた情報に分割すると、Webが壊れてしまう。
「.mobi」トップレベルドメインを作成しないようICANNに要請する。

## 広告
広告主は、消費者にリーチするためのプラットフォームとしてモバイルWebをますます使用している。 2007年のモバイル広告の総額は22億ドルだった。現在Digital Content Next （DCN）と呼ばれているOnline Publishers Associationによる最近の調査によると、モバイルWebユーザーの約10人に1人が、モバイルWeb広告に基づいて購入したと述べ、23％がWebサイトでは、13％が製品またはサービスに関する詳細情報を要求したと述べ、11％が製品をチェックするために店舗に行ったと述べた。

## Accelerated Mobile Pages
2015年の秋、 Googleは「 AcceleratedMobilePages 」またはAMPと呼ばれるオープンソースイニシアチブを展開すると発表した。このプロジェクトの目標は、ビデオ、アニメーション、グラフィックスを含むコンテンツが豊富なページの速度とパフォーマンスを向上させることである。現在、人口の大部分がタブレットやスマートフォンを介してWebを消費しているため、これらの製品に最適化されたWebページを持つことがAMPの主なニーズである。 
AMPの3つの主要な種類は、AMP HTML 、AMP JS 、Google AMPキャッシュである。 

### Accelerated MobilePagesと正規ページの同等性
最近の要件 – 2018年2月1日から – Googleの場合、正規ページのコンテンツはAccelerated MobilePagesのコンテンツと一致している必要がある。優れたユーザーエクスペリエンスの作成 – ユーザーインターフェイスのトラップを回避するため – Accelerated Mobile Pagesには、標準の正規ページと同じコンテンツを表示することが重要である。

## 制限事項
「外出先」でのインターネットアクセスには、他の人と電子メールで通信したり、どこからでも情報を取得したりできるなど、多くの利点があるが、モバイルデバイスからアクセスするWebには多くの制限があり、デバイスによって異なる場合がある。ただし、新しいスマートフォンはこれらの制限のいくつかを克服する。発生する可能性のあるいくつかの問題は次のとおりである。
- 画面サイズが小さい–デスクトップコンピュータの画面の標準サイズで、テキストやグラフィックを表示することは不可能である。より多くの情報を表示するために、スマートフォンの画面サイズは従来よりは大きくなってはいる。
- 複数ウィンドウを開けない–デスクトップコンピューターでは、一度に複数のウィンドウを開くことができるため、マルチタスクが可能になり、前のページに簡単に戻ることができる。従来、モバイルWebでは、一度に1つのページしか表示できず、ページは最初にアクセスした順序でしか表示できなかった。ただし、 Opera Mini [22]は最初に複数のウィンドウを許可し、ブラウザのタブは一般的になったが、画面上でウィンドウを重ねることができるモバイルブラウザはほとんどない。
- ナビゲーション–ナビゲーションは、コンテンツ領域が大きく、画面サイズが小さく、スクロールホイールやホバーボックス機能がないため、モバイルデバイス用に最適化されていないWebサイトの問題となる。
- JavaScriptとCookieが使えない–ほとんどのデバイスは、クライアント側のスクリプトとCookieの保存をサポートしていない（スマートフォンを除く）。これらは現在、ほとんどのWebサイトでユーザーエクスペリエンスを向上させ、ページ訪問者が入力したデータの検証を容易にするために広く使用される。これにより、Web分析ツールはモバイルデバイスを使用している訪問者を一意に識別できなくなる。
- アクセス可能なページの種類–デスクトップでアクセスできる多くのサイトは、モバイルデバイスではアクセスできない。多くのデバイスは、セキュリティで保護された接続、Flash、またはその他の同様のソフトウェア、 PDF 、またはビデオサイトでページにアクセスできないが、2011年の時点で、これは変更されている。
- 速度–ほとんどのモバイルデバイスでは、サービスの速度は遅く、ダイヤルアップインターネットアクセスよりも遅い場合がある。
- 壊れたページ–多くのデバイスでは、デスクトップで表示される1つのページがセグメントに分割され、それぞれが個別のページとして扱われる。これにより、ナビゲーションがさらに遅くなる。
- 圧縮されたページ–多くのページは、モバイル形式に変換されて、デスクトップコンピューターで通常表示される方法とは異なる順序で圧縮される。
- メッセージのサイズ–多くのデバイスでは、電子メールメッセージで送信できる文字数に制限がある。
- コスト–月額定額料金がない場合、携帯電話ネットワークによって課されるアクセスおよび帯域幅の料金は高くなる可能性がある。
- モバイルユーザーの場所：
  - 広告がプライベートな場所にいる電話ユーザーに届くと、ユーザーはそれらをより苦痛に感じる（Banerjee＆Dholakia、2008）
  - ユーザーが海外にいる場合、通常、月額定額料金は適用されない
- 広告がユーザーに届く状況–仕事関連の状況で広告がユーザーに届く場合、余暇の状況よりも邪魔になると見なされる可能性がある（Banerjee＆Dholakia、2008）。

モバイルWebアプリケーションがモバイルデバイスのローカル機能にアクセスできないと、ネイティブアプリケーションと同じ機能を提供する機能が制限される可能性がある。 OMTP BONDIアクティビティは、モバイルデバイスのローカル機能に安全にアクセスできるJava Script APIのセットを有効にするための触媒として機能する。仕様とリファレンス実装が作成された。セキュリティは、悪意のあるWebアプリケーションやウィジェットからユーザーを保護するためのこの規定の重要な側面である。
デバイスの制限に加えて、これらのデバイスが他の電磁技術で引き起こす干渉に関して、いくつかの制限をユーザーに知らせる必要がある。
特にインターネットと電話の融合により、病院は携帯電話の立入禁止区域を拡大した。 Erik van Lieshoutと同僚（アムステルダム大学アカデミックメディカルセンター）による研究では、最新の電話で使用されている汎用パケット無線サービス（GPRS）が最大3メートル離れた場所のマシンに影響を与える可能性があることが判明した。 3Gネットワークで使用されるUniversal Mobile Telecommunications System （UMTS）信号には、わずか数センチメートルの小さな除外ゾーンがある。